# Hundwil
Hundwil ist eine politische Gemeinde und eine Ortschaft im Hinterland des Kantons Appenzell Ausserrhoden in der Schweiz. Sie liegt an der Strasse zwischen Herisau und Appenzell und besteht aus dem Dorf Hundwil, zahlreichen Weilern, Einzelhöfen und Alpen sowie bis 1749 aus Stein.

## Geographie

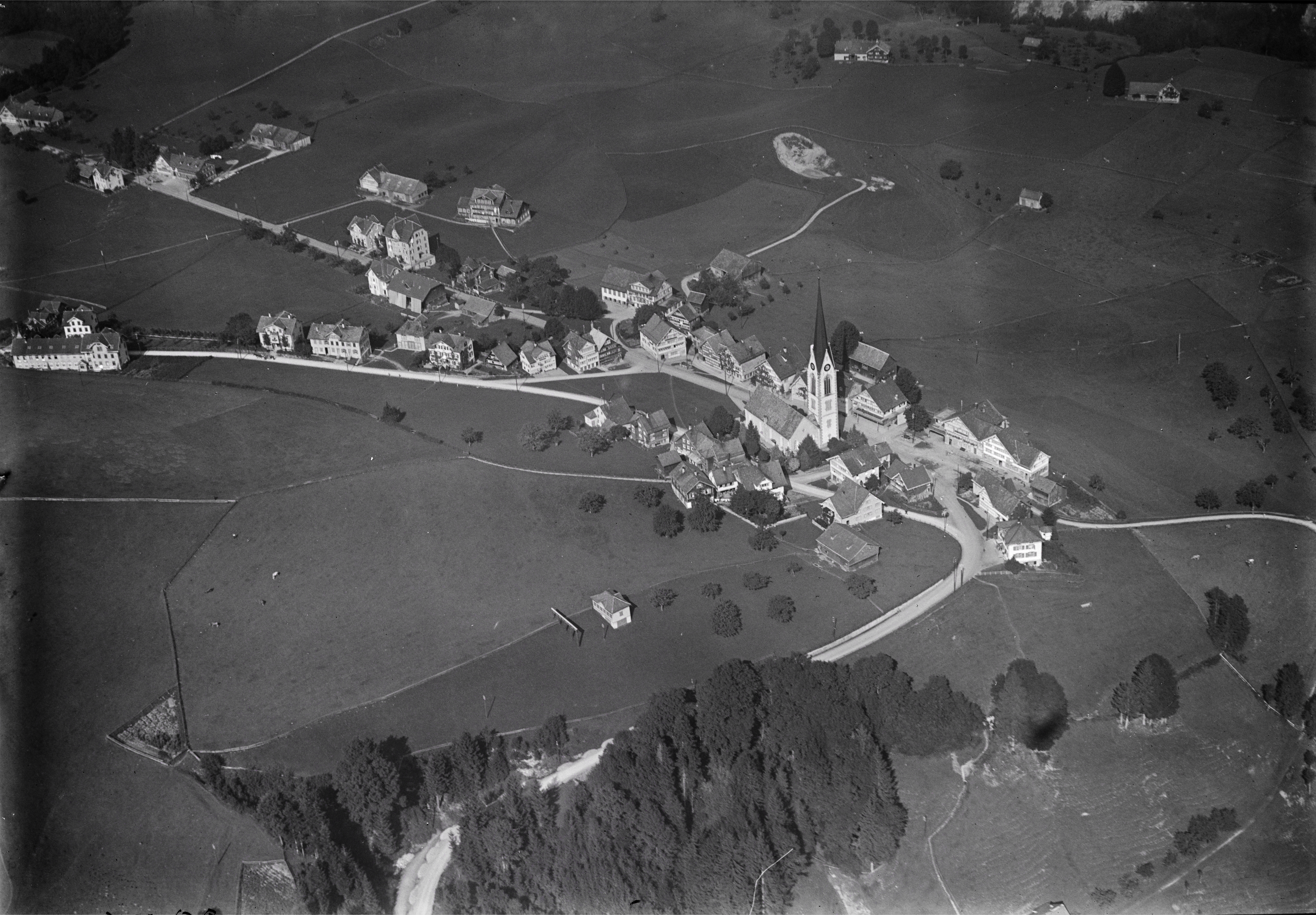
Luftbild von Walter Mittelholzer, 1923

Hundwil liegt am Nordfuss der Hundwiler Höhi auf 788 m ü. M.
Hundwil hat eine Gesamtfläche von 2422 Hektaren. Davon sind 88 Hektaren bewohnte, 1412 Hektaren landwirtschaftliche und 746 Hektaren bestockte Flächen, also Wälder und Gehölze. Die restlichen 176 Hektaren gelten als unproduktive Flächen.
Auf Hundwiler Gemeindegebiet liegt auch der Säntis (2502 m ü. M.), wo sich ein Dreikantonseck zu den Kantonen Appenzell Innerrhoden und St. Gallen befindet. Die Talstation Schwägalp der Luftseilbahn Schwägalp–Säntis gehört ebenfalls zur langgezogenen Gemarkung Hundwil. Die Nord-Süd-Ausdehnung der Gemeinde beträgt 13,8 Kilometer, die West-Ost-Ausdehnung an der schmalsten Stelle nur 0,35 Kilometer.
Die Nachbargemeinden sind Urnäsch, Waldstatt, Herisau und Stein AR im Kanton Appenzell Ausserrhoden, Schlatt-Haslen, Gonten und Schwende-Rüte im Kanton Appenzell Innerrhoden sowie die sanktgallischen Gemeinden Wildhaus-Alt St. Johann und Nesslau.

## Geschichte
Hundwil, die älteste Niederlassung östlich der Urnäsch, wurde ab dem 10. Jahrhundert von sankt-gallischen Gotteshausleuten kolonisiert. Es wurde 921 als Huntwilare erstmals erwähnt. Unter äbtischer Herrschaft umfasste das Amt Hundwil die Rhoden Hundwil und Urnäsch. Nicht dazu gehörte die Schwägalp, die ab 1353 direkt dem Hofamt St. Gallen unterstand. Wohnsitz der klösterlichen Dienstmannen, der Edlen von Hundwil, war vermutlich der Weiler Sonder. Hier erhielten sich im Haus «Burg» Mauerreste eines ehemaligen Wohnturms. Im Reichsverband gehörte Hundwil zur Vogtei St. Gallen. Spätestens im 14. Jahrhundert verfügte die Rhode Hundwil über eine gewisse kommunale Eigenständigkeit. 1367 verband sie sich zur Abwehr äbtischer Ansprüche mit Appenzell, 1377 trat Hundwil dem Schwäbischen Städtebund bei, ab 1401 verfügte es über ein eigenes Siegel. Zusammen mit Appenzell und Urnäsch war Hundwil 1401 bis 1429 treibende Kraft in den Appenzellerkriegen. In diese Zeit fiel auch die politische Neuordnung in eine Obere (das spätere Hundwil) und eine Untere Rhode (das spätere Stein), die je über eigene Behörden verfügten, sich aber das Gemeindegut und das Rathaus teilten. Urnäsch wurde 1417 eine selbstständige Gemeinde, die in den Appenzellerkriegen beschlagnahmte Schwägalp kam nach der Grenzbereinigung mit Urnäsch 1480 zu Hundwil. Ab 1607 war Hundwil regelmässig Tagungsort des Grossen und des Kleinen Rats, 1611 bis 1997 neben Trogen zweiter Landsgemeindeort.

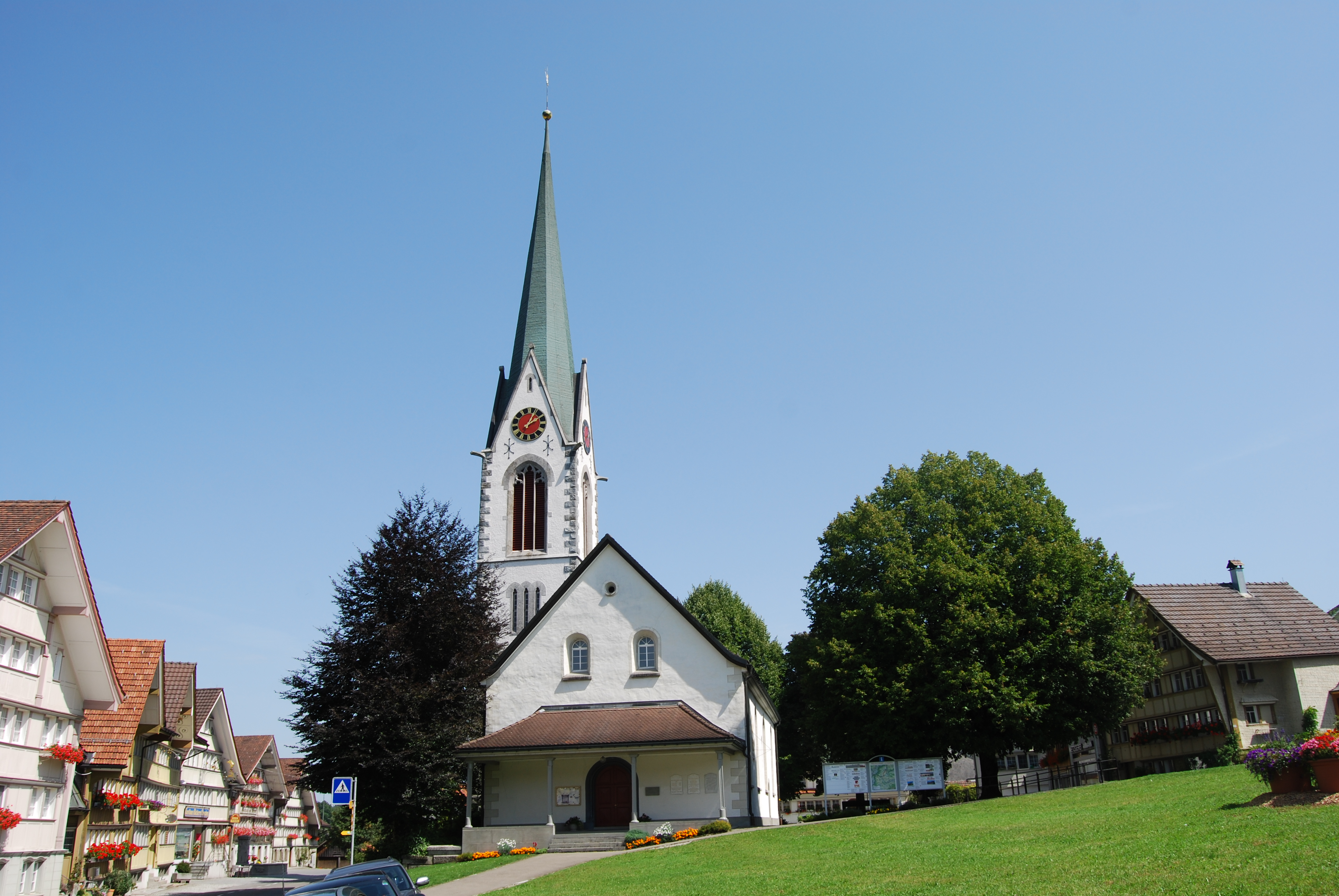
Reformierte Kirche Hundwil

1297 ist mit der Erwähnung eines Vizeleutpriesters die Existenz einer Kirche oder Kapelle erwiesen. Sie war im 14. Jahrhundert Filialkirche von St. Laurenzen in St. Gallen, vor 1380 wurde sie zur selbstständigen Pfarrkirche mit St.-Martins-Patrozinium erhoben. 1524 setzte der Hundwiler Josef Schumacher an der Landsgemeinde das Kirchhöriprinzip durch, dass jede Kirchgemeinde abstimmen konnte, ob sie beim alten katholischen Glauben bleiben oder zum neuen evangelischen Glauben übertreten wolle. 1525 trat die Gemeinde zur Reformation über, wobei sie innerhalb des Verbands der appenzellischen Rhoden eine führende Rolle einnahm. 1522 bis 1530 und 1543 bis 1567 war der Reformator Walter Klarer evangelischer Pfarrer in Hundwil. Nach der Landteilung 1597 galt im konfessionell gemischten Gebiet von Stechlenegg eine Sonderlösung, die Grenze zwischen Appenzell Ausserrhoden und Appenzell Innerrhoden wurde hier erst 1851–1852 endgültig bereinigt.
Die Lostrennung der Unteren Rhode und die Neugründung der Gemeinde Stein, die 1749 trotz heftigen Protesten der Oberen Rhode erfolgte, leiteten den Niedergang Hundwils ein. Die Mehrzahl der vermögenden Hundwiler liess sich in Stein nieder und bürgerte sich dort ein. In Hundwil blieben vor allem die ärmeren Bevölkerungsteile und eine grosse Zahl auswärtiger Bürger. Dies brachte in den Hungerjahren 1770 und 1817 eine enorme Armenlast, von der sich Hundwil erst nach 1860 dank einer Neuordnung der Finanzen sowie verbesserter Verkehrserschliessung erholte.

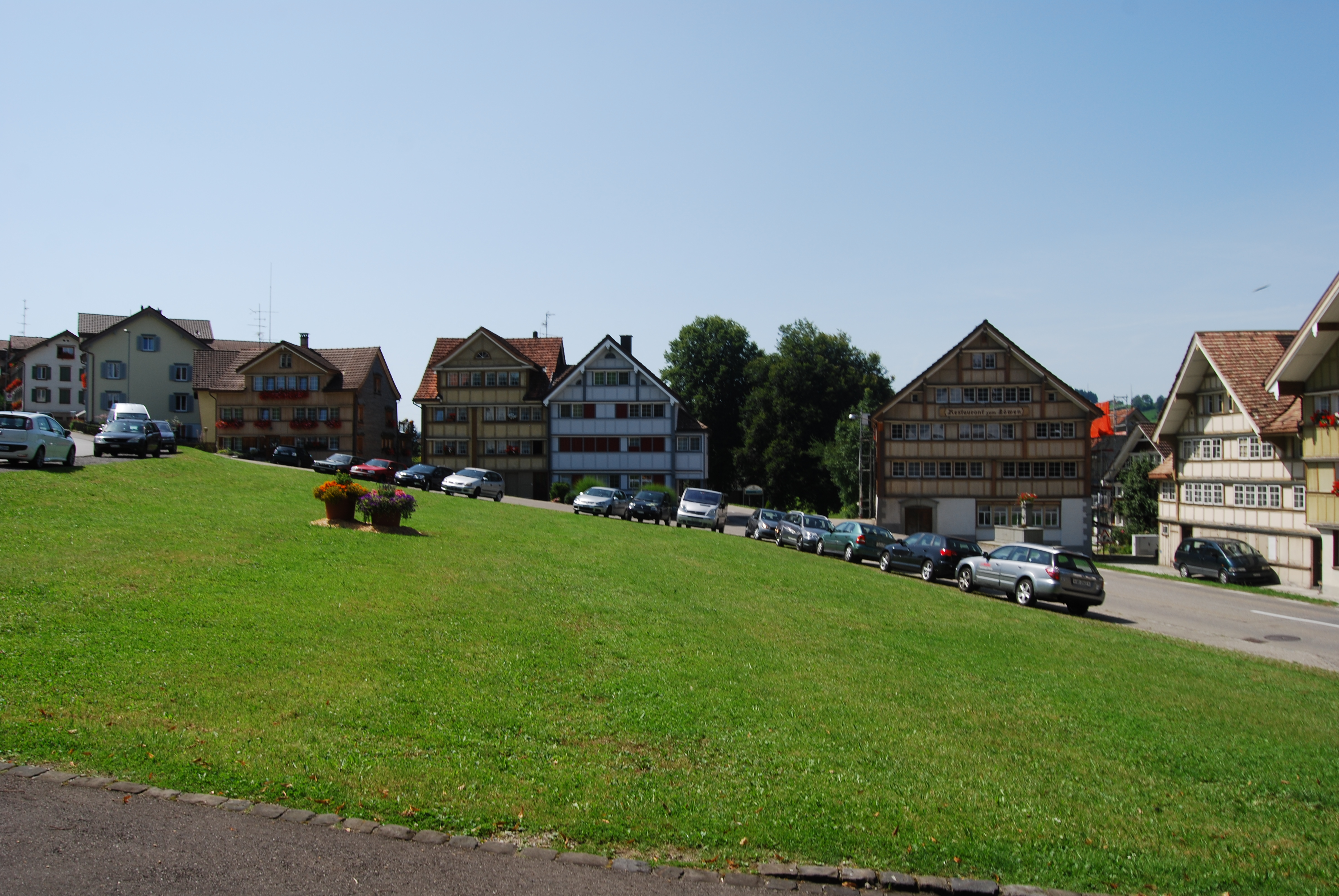
Landsgemeindeplatz

Als Landsgemeindeort hat Hundwil mehrmals Geschichte geschrieben: 1597 wurde in Hundwil die Landteilung beschlossen. 1848 stimmte eine ausserordentliche Landsgemeinde der Bundesverfassung der Schweizerischen Eidgenossenschaft zu. 1989 wurde das Frauenstimmrecht in kantonalen Angelegenheiten beschlossen. Und 1997 fand die letzte Ausserrhoder Landsgemeinde in Hundwil statt. Im September 1997 beschloss das Volk an der Urne, die Landsgemeinde abzuschaffen. 2013 wurde zum Appenzeller 500-Jahr-Jubiläum auf dem Landsgemeindeplatz das Festspiel «500 plus x Geschichten» von Paul Steinmann aufgeführt.

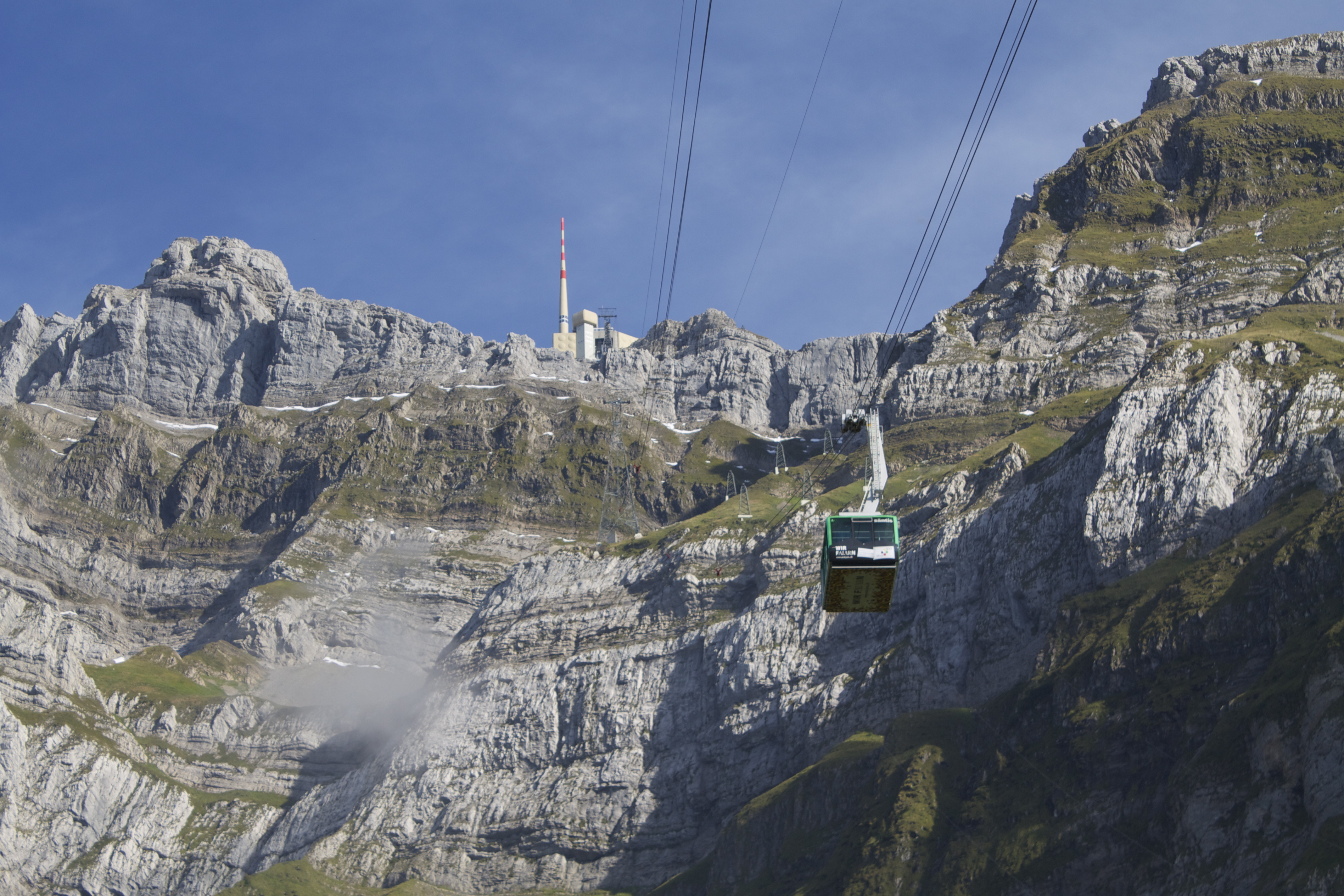
Blick von der Schwägalp Richtung Säntis

1846 entstand die erste Unterkunft auf dem Säntis. Das Berggasthaus und die Wetterstation wurden von Säntisträgern von Wasserauen her versorgt. 1871/72 erstellten die SAC-Sektionen Hochalp/Säntis und Toggenburg den Nordaufstieg von der Schwägalp über die Tierwies auf den Säntis. Einen markanten Aufschwung erlebte der Alpstein-Tourismus dann aber mit dem Bau der Schwebebahn von der Schwägalp auf den Säntis 1935 und dem Ausbau der Strasse über die Schwägalp mit einer neuen Streckenführung. 1956 wählte die PTT den Säntisgipfel als Stützpunkt für das Richtstrahlnetz, was den Bau eines Mehrzweckgebäudes auf dem Gipfel nötig machte. Aber nicht nur der Gipfel, auch die Schwägalp zieht Ausflügler an. Seit 1997 existiert die Alpkäserei, in der die Milch der insgesamt 21 Alpen der Genossenschaft direkt vor Ort verarbeitet wird. Seit 2001 wird jährlich der Schwägalp-Schwinget durchgeführt. Die Säntisbahn wurde in den Jahren 1960, 1974 und 2000 erneuert. Ende 2015 eröffnete die Säntis-Schwebebahn AG ein modernes und grösseres Hotel auf der Schwägalp, dafür wurde auch die Seilbahnstation verlegt. Am 10. Januar 2019 ging eine Lawine vom Säntis nieder und verschüttete einen Teil des Restaurants. Die Schäden am Hotel waren zum Glück nicht so gravierend, hingegen wurde der untere Mast der Schwebebahn beschädigt. Sie konnte zwar repariert werden, doch inzwischen wurde ein Projekt für eine neue Schwebebahn mit nur noch einer Stütze ausgearbeitet. Im Gebiet der Grossen Schwägalp gibt es eine bedeutende Moorlandschaft mit Randmoorwäldern und Raufusshühnern. Diese wurde im Jahr 2000 unter Schutz gestellt. Um den Tourismus zu lenken, wurde ein Natur-Erlebnispark mit Themenwegen eingerichtet.
1900 wurde das Gasthaus auf der Hundwiler Höhi gebaut. Ab 1971 wirtete dort Marlies Schoch. Die parteilose Gemeinderätin und spätere Kantonsrätin initiierte 1992 die «Gipfelgespräche», in denen sie Persönlichkeiten aus Politik, Wirtschaft und Kultur zu einem Austausch abseits des Alltags einlud.

### Bevölkerung
| Bevölkerungsentwicklung | Bevölkerungsentwicklung | Bevölkerungsentwicklung | Bevölkerungsentwicklung | Bevölkerungsentwicklung | Bevölkerungsentwicklung | Bevölkerungsentwicklung | Bevölkerungsentwicklung | Bevölkerungsentwicklung | Bevölkerungsentwicklung | Bevölkerungsentwicklung |      |
| ----------------------- | ----------------------- | ----------------------- | ----------------------- | ----------------------- | ----------------------- | ----------------------- | ----------------------- | ----------------------- | ----------------------- | ----------------------- | ---- |
| Jahr                    | 1667                    | 1734                    | 1794                    | 1850                    | 1900                    | 1950                    | 1980                    | 2000                    | 2010                    | 2020                    | 2022 |
| Einwohner               | 1845                    | 3360*                   | 1910**                  | 1500                    | 1523                    | 1290                    | 943                     | 1038                    | 999                     | 967                     | 931  |

*(inkl. Stein)00000
**(exkl. Stein)

## Politik
Margrit Müller-Schoch ist die aktuelle Gemeindepräsidentin der Gemeinde Hundwil (Stand April 2024). Hundwil verfügt über einen siebenköpfigen Gemeinderat, der unter der Leitung der Gemeindepräsidentin steht. Der Rat wird für eine vierjährige Amtszeit von den Stimmbürgerinnen und Stimmbürgern im Majorzverfahren bestimmt. Der Gemeinderat ist ein politisches Organ der Exekutive und kümmert sich im Rahmen seiner Kompetenzen um die laufenden Geschäfte der Gemeinde. Es gibt auf Gemeindeebene keine begrenzte Anzahl Amtszeiten. Die aktuelle Zusammensetzung des Gemeinderats ist auf der Webseite der Gemeinde abrufbar.
Aufgrund der Einwohnerzahl hat Hundwil im Kantonsrat in Herisau, der Legislative des Kantons, einen Sitz. Die Person wird im Majorzverfahren von den Stimmbürgerinnen und Stimmbürgern für eine Amtszeit von vier Jahren gewählt. Die Kantonsrätinnen und Kantonsräte vertreten die Interessen der Gemeinde auf kantonaler Ebene. Die aktuellen Vertretungen aller Gemeinden sind auf der Webseite des Kantonsrats verzeichnet.

## Wirtschaft
Flachsanbau und die Herstellung von Leinwandtuchen sind schon im frühen 16. Jahrhundert bezeugt. Im letzten Drittel des 19. Jahrhunderts wurden vor allem Stickerei und Plattstichweberei (1862–1958) betrieben. Die Bleicherei im Gapf hatte bis ca. 1885 Bestand, jene im Befang 1868 bis ca. 1897. Bis um 1850 gab es in Hundwil vier Jahrmärkte. Eine herausragende Rolle spielte schon immer die Milch- und Alpwirtschaft. Hundwil und Stein waren bis um 1940 die Hochburgen der appenzellischen Molkenhändler. Dann verlagerte sich das Schwergewicht allmählich von der Milch- und Käseproduktion auf die Jungviehzucht. Das Mineralbad war um 1855 bis 1905 in Betrieb. Ab 1895 wurde Hundwil für den Fremdenverkehr, vor allem mit Ferienkolonien, attraktiv. Der Bau der Säntis-Schwebebahn 1935 begünstigte die Steuereinkünfte der Gemeinde, da die Berg- und die Talstation auf ihrem Gebiet liegen. Seit dem Zweiten Weltkrieg gilt Hundwil als strukturschwache Gemeinde, Vieh- und Milchwirtschaft sowie Holzbau bilden die wichtigsten Erwerbszweige. 2000 waren knapp zwei Fünftel der in Hundwil Beschäftigten im ersten Wirtschaftssektor tätig.
Von den ansässigen Gewerbebetrieben sind viele im Bausektor tätig. Es gibt eine Bäckerei und eine Metzgerei sowie eine Reihe traditionsreicher Gasthäuser am Landsgemeindeplatz. Ausserdem lebt in Hundwil noch ein traditionelles Handwerk: Die Weissküferei Hans Reifler AG stellt in dritter Generation aus Ahorn- und Tannenholz die geschnitzten Holzgerätschaften für die sennische Milchwirtschaft und Käseproduktion her.

### Medien
Das Hondwiler Blättli mit Nachrichten aus der Gemeinde und von Vereinen erscheint vierteljährlich. Es wird von der Appenzeller Druckerei in einer Auflage von 700 Stück gedruckt und an alle Haushaltungen gratis verteilt.

### Bildung
Ab Mitte des 18. Jahrhunderts werden Schulen in Hundwil erwähnt. Es handelte sich um Lohnschulen, die Eltern mussten den Unterricht bezahlen. Dieser fand im Pfarrhaus oder im Haus des Lehrers statt. Ab 1798 wurde der Bildung mehr Beachtung geschenkt, es entstanden vier Lohnschulen auf dem Gemeindegebiet, dazu eine Repetierschule für ältere Kinder. Der Unterricht wurde regelmässiger abgehalten. 1835 wurde erstmals ein Lehrer von der Gemeinde angestellt, das war der Beginn der Freischule. Im Haus im Läbel wurde im Jahr darauf auch ein erstes reguläres Schulhaus eingerichtet.
1975 konnte die Schul- und Sportanlage Mitledi eingeweiht werden. Es handelte sich damals um die grösste Investition in der Geschichte der Gemeinde. In Mitledi wird ein Kindergarten und eine Primarschule (1. bis 6. Klasse) geführt. Zweimal pro Woche wird eine ausserschulische Kinderbetreuung angeboten. Die Sekundarstufe I besuchen die Schüler aus Hundwil entweder in Urnäsch oder in Stein. Die einzige Kantonsschule von Appenzell Ausserrhoden befindet sich in Trogen.

### Öffentliche Einrichtungen
Bis 2022 betrieb die Gemeinde Hundwil das Alters- und Pflegeheim Pfand. Ein Projekt für einen Neubau für Demenzkranke kam nicht zustande. 2023 schrieb die Gemeinde deshalb die Liegenschaft zum Verkauf aus. Ebenfalls 2022 schloss das private Altersheim «Erika». Damit gibt es in der Gemeinde kein Heim mehr für ältere Menschen, nur noch die ambulante Betreuung durch die Spitex.

### Verkehr
Bis zum Bau der Mittellandstrasse war Hundwil nur durch Saumwege erschlossen. Noch erhalten ist die Alte Tobelbrücke, die 1778 von Hans Ulrich Grubenmann erbaut wurde. Es handelt sich um eine 29 Meter lange, gedeckte Holzbrücke. Die Dachbinder sind mit Sprüchen versehen, darum wird sie auch «sprechende Brücke» genannt. Die Brücke stellte die Verbindung von Hundwil nach Herisau her.

Das Lehrgerüst für die zweite Hundwilertobelbrücke von 1925. Im Hintergrund die Brücke von 1838.

Die erste gemauerte Brücke über das Hundwilertobel wurde 1838 gebaut. Sie hatte eine Scheitelhöhe von 26 Metern und schuf die Voraussetzung dafür, dass Hundwil 1859–1862 mit der Mittellandstrasse von Waldstatt bis Rheineck an das Appenzeller Strassennetz angeschlossen werden konnte. Hangrutschungen im Tobel und an den Zufahrtsstrassen führten jedoch dazu, dass eine neue, höhergelegene Brücke notwendig wurde. Das Projekt stammte von Kantonsingenieur Schläpfer. Die zweite Hundwilertobelbrücke war eine weitgespannte Betonbrücke von 221 Metern Länge und 73 Metern Scheitelhöhe, sie wurde 1925 dem Verkehr übergeben. Die Brücke litt mit den Jahren unter den Verkehrslasten, Wasser und Frost setzten ihr zu. Deshalb beschloss die Landsgemeinde 1988 einen erneuten Neubau. Es handelt sich erneut um eine Beton-Rippenbogen-Brücke, ihre Länge beträgt 268,8 Meter. Die dritte Hundwilertobelbrücke – im Verlauf der Hauptstrasse 463 – wurde 1992 eingeweiht. Die Brücke von 1925 wurde 1993 gesprengt.
Weitere Strassenausbauten von Chronbach bis Gonten, Richtung Urnäsch bis Zürchersmühle und durch den Sonder Richtung Appenzell datieren ebenfalls aus der zweiten Hälfte des 19. Jahrhunderts.
Hundwil liegt an der Postautolinie von St. Gallen über Stein nach Herisau. Die Schwägalp ist ebenfalls mit dem Postauto ab Urnäsch erreichbar.

## Kultur und Freizeit

### Kunst
Die Herisauer Künstlerin Vera Marke hat 2020 das Haus Dorf 10 (erbaut im 18. Jahrhundert) am Landsgemeindeplatz gekauft und es seither mit künstlerischen Mitteln zu einem Ort der Kunst verwandelt. Es ist ein Begegnungsort für Kunstschaffende und Forschende, an dem man wohnen und arbeiten kann. Zudem gibt es Ausstellungen.

### Film
Der Schweizer Filmer Erich Langjahr erzählt in seinem Dokumentarfilm «Männer im Ring» (1990) die Geschichte der letzten Männer-Landsgemeinde von 1989 in Hundwil. Es ist eine Parabel über die Demokratie mit einer traditionellen Ordnung, die mit einer neuen Zeit konfrontiert wird. Langjahr bezeichnete sie als sein persönliches Geschenk zum 700. Geburtstag der Schweizerischen Eidgenossenschaft.

### Musik
Die Blechharmonie Hundwil wurde 1886 gegründet. Der traditionsreiche Verein spielte viele Abendunterhaltungen und nahm an Musikfesten teil. Ab 1937 hiess der Verein Musikgesellschaft Hundwil. 2011 feierte die Musikgesellschaft noch glanzvoll ihr 125-jähriges Bestehen. Danach machten ihr Nachwuchsprobleme zu schaffen und nach der Corona-Pandemie musste der Verein 2022 seine Auflösung beschliessen.
Steff Signer alias Infra Steff hat als Musiker und Komponist die Schweizer Rock- und Jazzgeschichte geprägt. Er ist ein Autodidakt und experimentiert mit verschiedenen Instrumenten. 2008 erschien sein Buch «Highmatt» mit Geschichten über seine Heimat im Appenzeller Hinterland.

### Bauwerke

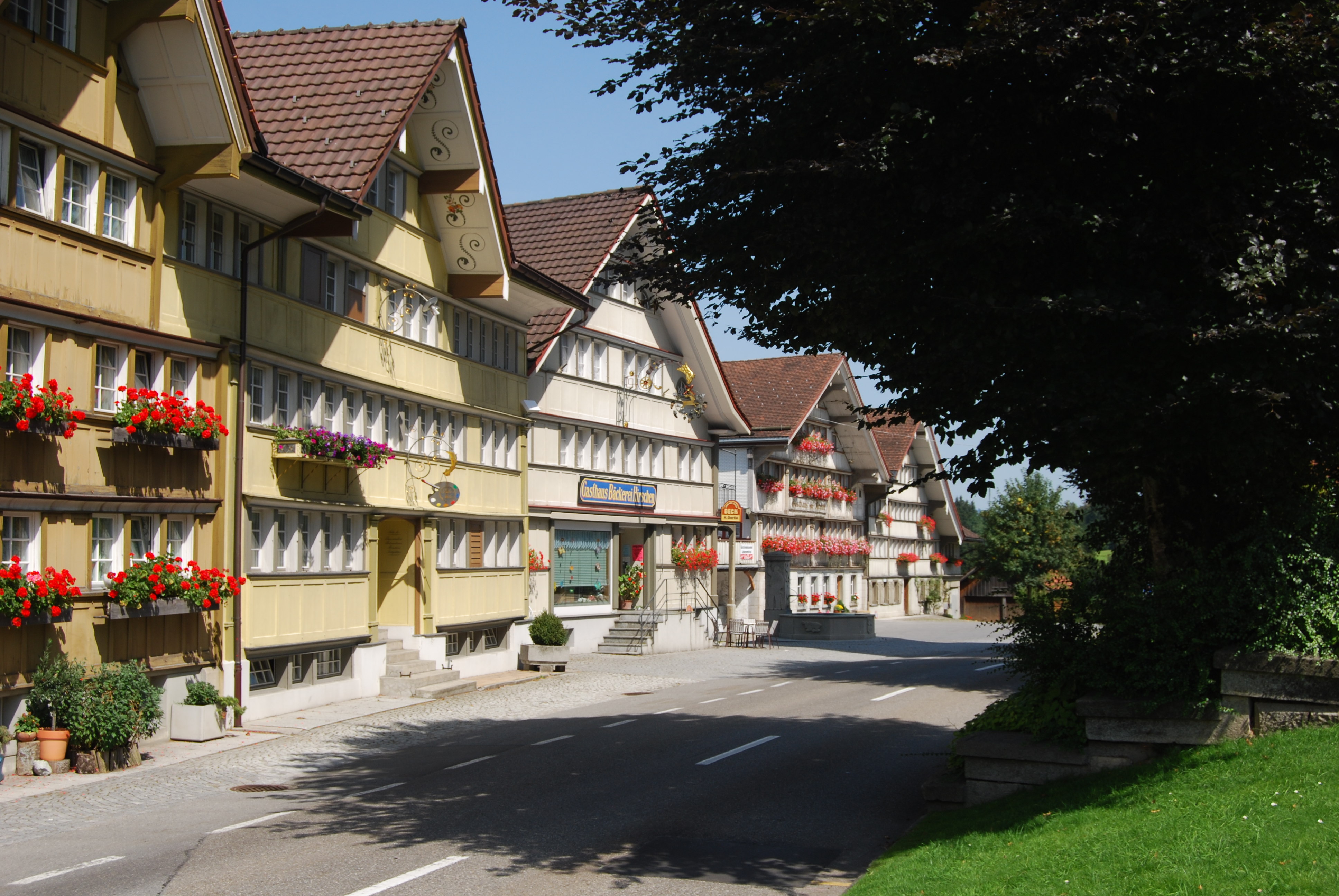
Appenzellerhäuser im Dorfzentrum

Hundwil ist im Inventar der schützenswerten Ortsbilder der Schweiz verzeichnet. Erwähnt wird darin die geschlossene Häuserzeile mit den Strickbauten auf einem steinernen Sockel, mit getäfelten Fronten und den Giebeldächern. Sehenswert ist neben dem hervorragend erhaltenen Ortsbild besonders die reformierte Kirche aus dem 13. Jahrhundert. 1750 wurde die Kirche durch die beiden Teufner Baumeister Hans Ulrich und Jakob Grubenmann umgestaltet. Sie schufen einen neuen Dachstuhl, erhöhten den Turmstock, mauerten eine Glockenstube auf und errichteten einen Helm. Ausserdem wurden die Fenster vergrössert und die Emporen erhöht. Die Kirche hat einen langgezogenen rechteckigen Grundriss mit einem Chor, der von aussen nicht wahrnehmbar ist. Es ist ein schlichter verputzter Bau mit einem Satteldach, den Hauptakzent bildet das Westportal mit dem Rundbogen. Der Innenraum ist einheitlich und schlicht. Er wird dominiert von der Orgel im Chor mit ihrem neubarocken Prospekt, flankiert von zwei Galerien. Bedeutsam sind die gotischen Wandmalereien. Sie zeigen einen Bischof und Katharina von Alexandrien.
Von den einzigen zwei erhaltenen Brücken Hans Ulrich Grubenmanns befindet sich die 1778 konstruierte Holzbrücke auf dem Gemeindegebiet. Wegen den Sprüchen und Inschriften an den Dachbalken wird sie «sprechende Brücke» genannt.
Das Gasthaus «Krone» wurde 1599 von Debus Bohl, einem Baumeister aus dem Toggenburg, errichtet. Es ist ein typischer Strickbau mit getäferter Front, Reihenfenstern und einem Giebeldach. Im ersten Stock gibt es die reich ausgemalte «Blaue Stube». Die Malereien lassen sich auf 1815 datieren und zeigen grossformatig Szenen zum Gründungsmythos der Eidgenossenschaft: Rütlischwur, Apfelschuss und Tellen-Sprung. Über den Bildern erläutern Texte von Johann Caspar Lavater die Szenen.
Das Heidenhaus Nr. 72 auf dem Tobel ist das älteste datierte Heidenhaus im Kanton Appenzell Ausserrhoden: Es wurde 1568 erbaut. Es handelt sich um ein ungewöhnlich grosses Haus mit drei vollen Wohngeschossen über dem Webkeller.

### Sport
Der Turnverein Hundwil wurde 1881 gegründet und zählt über 100 Mitglieder. Er führt fünf verschiedene Riegen und hat an Turnfesten schon schöne Erfolge erzielt.
Hundwil liegt an der Kulturspur Appenzellerland. Die erste Etappe dieses Wanderwegs führt von Degersheim nach Stein, u. a. über die sprechende Brücke im Hundwilertobel und von dort hinauf ins Dorf. Zahlreiche Wanderwege gibt es auch rund um die Hundwiler Höhi und die Schwägalp.

## Persönlichkeiten
- Jakob Alder (1915–2004), Komponist
- Bartholomäus Anhorn der Jüngere (1616–1700), evangelisch-reformierter Pfarrer und Historiker, 1635–1636 in Hundwil
- Howard Eugster-Züst (1861–1931), «Weberpfarrer»[38]
- Walter Klarer (1500–1567), evangelisch-reformierter Pfarrer in Hundwil, Herisau, Gossau SG und Urnäsch, Reformator im Appenzellerland, Gastwirt und Chronist
- Walter Knoepfel (1901–1972), Gemeindehauptmann[39]
- Jakob Künzler (1871–1949), Zimmermann, evangelischer Diakon, Krankenpfleger, Laienarzt und Retter etwa 8.000 armenischer Waisen im Osmanischen Reich und im Libanon[40][41]
- Daniel Meier (* 1972), Eishockeyspieler
- Ulrich Meyer (1732–1809), Ratsherr, Gemeindepräsident und Mitglied des Kleinen Rats aus dem Kanton Appenzell Ausserrhoden
- Jakob Müller (1878–1949), Landwirt, Gemeindepräsident und Kantonsrat
- Johannes Müller (1806–1897), Maler
- Paul Bernhard Rothen (* 1955), evangelisch-reformierter Pfarrer und Autor, seit 2010 in Hundwil
- Johann Ulrich Schiess (1775–1849), Textilunternehmer, Gemeindepräsident, Landesrittmeister, Landesfähnrich, Landeshauptmann, Landesseckelmeister und Tagsatzungsgesandter
- Johannes Schiess (1780–1859), Textilunternehmer und Mitglied des Kleinen Rats
- Marlies Schoch (1940–2016), Gastwirtin und parteilose Politikerin[42]
- Steff Signer (* 1951), Musiker, Komponist und Autor
- Bartholome Widmer (1713–1796), Gemeindehauptmann, Landesbauherr, Landesfähnrich, Landeshauptmann, Landesseckelmeister und Landesstatthalter
- Jakob Zähner (1812–1892), Textilunternehmer und Politiker

## Bilder

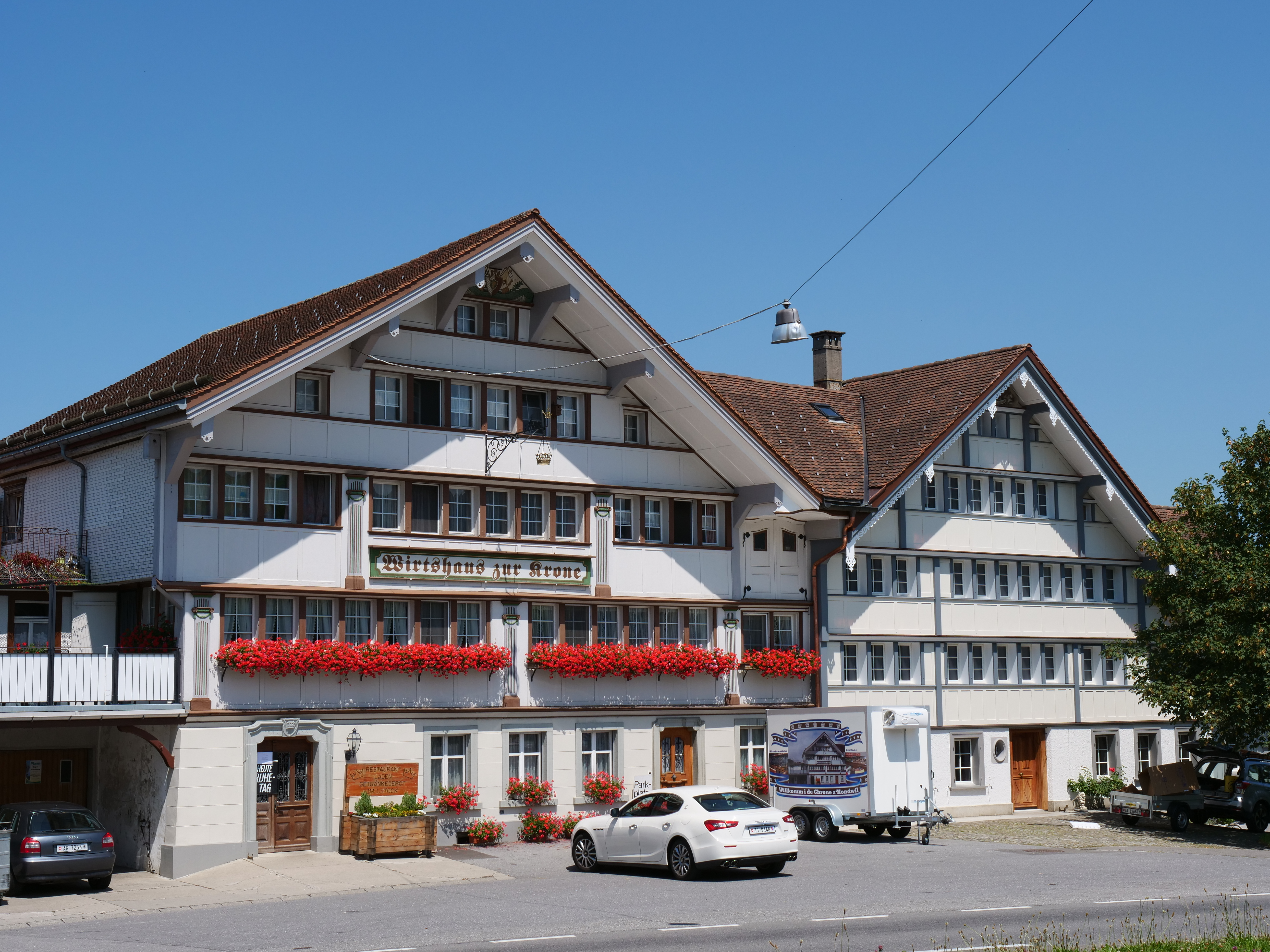
Wirtshaus zur «Krone»
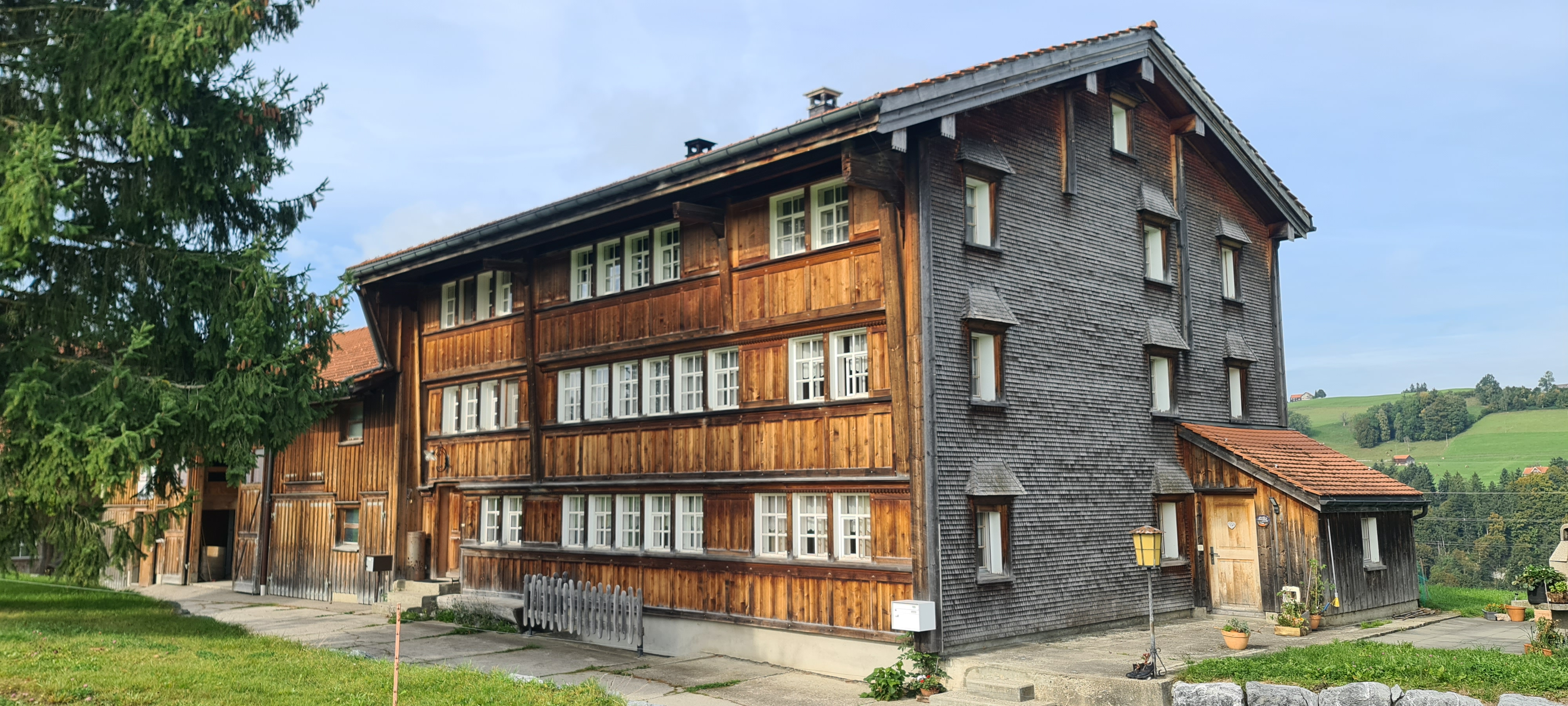
Heidenhaus Nr. 72 auf dem Tobel
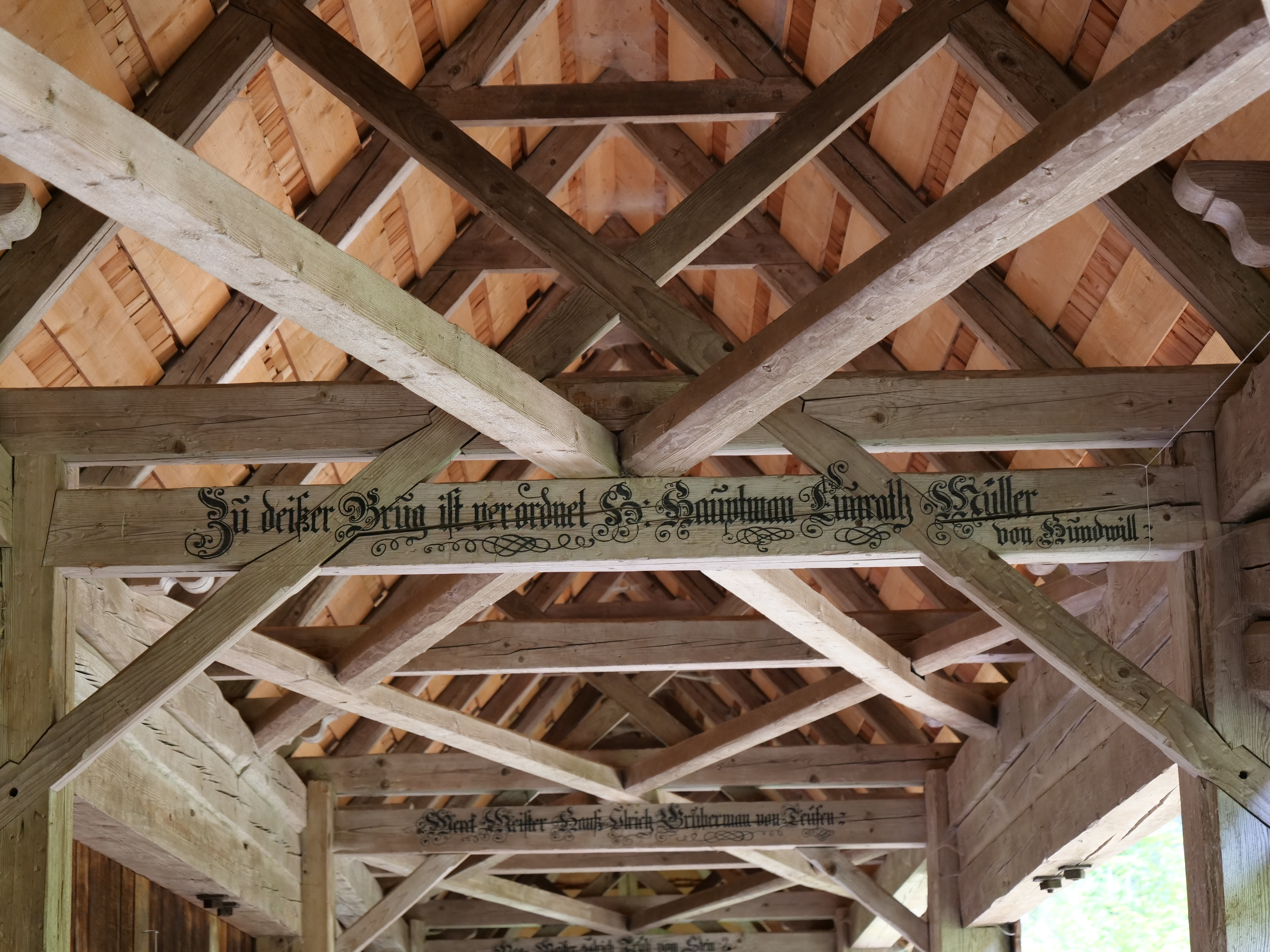
Dachstuhl der «sprechenden Brücke»
Landsgemeinde-Ansicht von Johann Ulrich Fitzi (1798–1855)